# Leaskovo, Plovdiv
Leaskovo (în bulgară Лясково ) este un sat în Obștina Asenovgrad, Regiunea Plovdiv, Bulgaria.

## Demografie
Componența etnică a satului Leaskovo
     Bulgari (100%)
     Nicio identificare (0%)
     Altele (0%)
La recensământul din 2011, populația satului Leaskovo era de 19 locuitori. Din punct de vedere etnic, majoritatea locuitorilor (100,0%) erau bulgari. Pentru 0,0% din locuitori nu este cunoscută apartenența etnică.